# Saison 1924-1925 des Sénateurs d'Ottawa
Autres saisons
Saison précédente Saison suivante
La saison 1924-1925 de hockey sur glace est la quarantième à laquelle participent les Sénateurs d'Ottawa.

## Classement
|                         | PJ | V  | D  | N | Pts | BP  | BC |
| ----------------------- | -- | -- | -- | - | --- | --- | -- |
| Tigers de Hamilton      | 30 | 19 | 10 | 1 | 90  | 60  | 39 |
| St. Patricks de Toronto | 30 | 19 | 11 | 0 | 90  | 84  | 38 |
| Canadiens de Montréal   | 30 | 17 | 11 | 2 | 93  | 56  | 36 |
| Sénateurs d'Ottawa      | 30 | 17 | 12 | 1 | 83  | 66  | 35 |
| Maroons de Montréal     | 30 | 9  | 19 | 2 | 45  | 65  | 20 |
| Bruins de Boston        | 30 | 6  | 24 | 0 | 49  | 119 | 12 |

## Meilleurs pointeurs
| Nom             | PJ | B  | A  | Pts | Pun |
| --------------- | -- | -- | -- | --- | --- |
| Cy Denneny      | 29 | 27 | 15 | 42  | 16  |
| Hooley Smith    | 30 | 10 | 13 | 23  | 81  |
| King Clancy     | 29 | 14 | 7  | 21  | 61  |
| George Boucher  | 28 | 15 | 5  | 20  | 95  |
| Ed Gorman       | 28 | 11 | 4  | 15  | 49  |
| Frank Nighbor   | 26 | 5  | 5  | 10  | 18  |
| Earl Campbell   | 29 | 0  | 0  | 0   | 0   |
| Alex Connell    | 30 | 0  | 0  | 0   | 0   |
| Frank Finnigan  | 29 | 0  | 0  | 0   | 22  |
| Leth Graham     | 3  | 0  | 0  | 0   | 0   |
| Harry Helman    | 1  | 0  | 0  | 0   | 0   |
| Lionel Hitchman | 12 | 0  | 0  | 0   | 2   |
| Alex Smith      | 7  | 0  | 0  | 0   | 4   |

## Saison régulière

### Novembre
| No | Date        | Visiteur           | Score | Domicile           | Fiche | Pts |
| -- | ----------- | ------------------ | ----- | ------------------ | ----- | --- |
| 1  | 29 novembre | Sénateurs d'Ottawa | 3-5   | Tigers de Hamilton | 0-1-0 | 0   |

### Décembre
| No | Date        | Visiteur                | Score | Domicile                | Fiche | Pts |
| -- | ----------- | ----------------------- | ----- | ----------------------- | ----- | --- |
| 2  | 3 décembre  | Canadiens de Montréal   | 1-2   | Sénateurs d'Ottawa      | 1-1-0 | 2   |
| 3  | 6 décembre  | Sénateurs d'Ottawa      | 1-3   | Maroons de Montréal     | 1-2-0 | 2   |
| 4  | 10 décembre | St. Patricks de Toronto | 6-3   | Sénateurs d'Ottawa      | 1-3-0 | 2   |
| 5  | 15 décembre | Sénateurs d'Ottawa      | 10-2  | Bruins de Boston        | 2-3-0 | 4   |
| 6  | 17 décembre | Tigers de Hamilton      | 0-0   | Sénateurs d'Ottawa      | 2-3-1 | 5   |
| 7  | 20 décembre | Sénateurs d'Ottawa      | 2-3   | Canadiens de Montréal   | 2-4-1 | 5   |
| 8  | 23 décembre | Maroons de Montréal     | 2-1   | Sénateurs d'Ottawa      | 2-5-1 | 5   |
| 9  | 27 décembre | Sénateurs d'Ottawa      | 4-3   | St. Patricks de Toronto | 3-5-1 | 7   |

### Janvier
| No | Date        | Visiteur                | Score | Domicile                | Fiche | Pts |
| -- | ----------- | ----------------------- | ----- | ----------------------- | ----- | --- |
| 10 | 1er janvier | Bruins de Boston        | 2-5   | Sénateurs d'Ottawa      | 4-5-1 | 9   |
| 11 | 3 janvier   | Tigers de Hamilton      | 0-2   | Sénateurs d'Ottawa      | 5-5-1 | 11  |
| 12 | 7 janvier   | Sénateurs d'Ottawa      | 2-0   | Canadiens de Montréal   | 6-5-1 | 13  |
| 13 | 10 janvier  | Maroons de Montréal     | 0-4   | Sénateurs d'Ottawa      | 7-5-1 | 15  |
| 14 | 14 janvier  | Sénateurs d'Ottawa      | 2-3   | St. Patricks de Toronto | 7-6-1 | 15  |
| 15 | 17 janvier  | Bruins de Boston        | 2-3   | Sénateurs d'Ottawa      | 8-6-1 | 17  |
| 16 | 21 janvier  | Sénateurs d'Ottawa      | 4-5   | Tigers de Hamilton      | 8-7-1 | 17  |
| 17 | 24 janvier  | Canadiens de Montréal   | 3-2   | Sénateurs d'Ottawa      | 8-8-1 | 17  |
| 18 | 28 janvier  | Sénateurs d'Ottawa      | 2-1   | Maroons de Montréal     | 9-8-1 | 19  |
| 19 | 31 janvier  | St. Patricks de Toronto | 2-1   | Sénateurs d'Ottawa      | 9-9-1 | 19  |

### Février
| No | Date       | Visiteur              | Score | Domicile                | Fiche   | Pts |
| -- | ---------- | --------------------- | ----- | ----------------------- | ------- | --- |
| 20 | 3 février  | Sénateurs d'Ottawa    | 3-1   | Bruins de Boston        | 10-9-1  | 21  |
| 21 | 7 février  | Tigers de Hamilton    | 2-3   | Sénateurs d'Ottawa      | 11-9-1  | 23  |
| 22 | 11 février | Sénateurs d'Ottawa    | 3-10  | Canadiens de Montréal   | 11-10-1 | 23  |
| 23 | 14 février | Maroons de Montréal   | 2-3   | Sénateurs d'Ottawa      | 12-10-1 | 25  |
| 24 | 18 février | Sénateurs d'Ottawa    | 2-4   | St. Patricks de Toronto | 12-11-1 | 25  |
| 25 | 21 février | Bruins de Boston      | 0-3   | Sénateurs d'Ottawa      | 13-11-1 | 27  |
| 26 | 25 février | Sénateurs d'Ottawa    | 0-2   | Tigers de Hamilton      | 13-12-1 | 27  |
| 27 | 28 février | Canadiens de Montréal | 0-1   | Sénateurs d'Ottawa      | 14-12-1 | 29  |

### Mars
| No | Date   | Visiteur                | Score | Domicile            | Fiche   | Pts |
| -- | ------ | ----------------------- | ----- | ------------------- | ------- | --- |
| 28 | 4 mars | Sénateurs d'Ottawa      | 5-1   | Maroons de Montréal | 15-12-1 | 31  |
| 29 | 7 mars | St. Patricks de Toronto | 0-3   | Sénateurs d'Ottawa  | 16-12-1 | 33  |
| 30 | 9 mars | Sénateurs d'Ottawa      | 4-1   | Bruins de Boston    | 17-12-1 | 35  |